# Начаркина, Вера Васильевна
Вера Васильевна Начаркина (род. 17 февраля 1966), в девичестве Маколова — советская и российская легкоатлетка, специалистка по спортивной ходьбе. Выступала за сборные СССР и России в 1980-х — 1990-х годах, обладательница серебряной медали Универсиады в Дуйсбурге, победительница первенств всесоюзного и всероссийского значения, участница чемпионата Европы в Будапеште. Представляла Саранск и Республику Мордовию. Мастер спорта международного класса. Заслуженный тренер России.

## Биография
Вера Маколова родилась 17 февраля 1966 года.
Впервые заявила о себе в сезоне 1988 года, когда на чемпионате СССР в Киеве выиграла бронзовую медаль в ходьбе на 10 000 метров. Позднее также получила серебро на впервые проводившемся чемпионате СССР по ходьбе на 20 км среди женщин в Могилёве.
В 1989 году одержала победу в дисциплине 10 км на чемпионате СССР по спортивной ходьбе в Ленинграде. Будучи студенткой, представляла страну на Всемирной Универсиаде в Дуйсбурге, где завоевала серебряную награду на дистанции 5 км.
В 1990 году победила в ходьбе на 3000 метров на зимнем чемпионате СССР в Челябинске. Принимала участие в чемпионате Европы в помещении в Глазго, в финале была дисквалифицирована за нарушение техники ходьбы.
В 1997 году уже под фамилией Начаркина в дисциплине 10 км заняла восьмое место на зимнем чемпионате России в Адлере и 12-е место на международном старте в Наумбурге. На открытом чемпионате России по спортивной ходьбе в Чебоксарах с личным рекордом 1:30:31 превзошла всех соперниц на дистанции 20 км и завоевала золото.
В 1998 году на открытом чемпионате России по спортивной ходьбе в Ижевске одержала победу в дисциплине 10 км, так же установив личный рекорд — 42:31. Стартовала на чемпионате Европы в Будапеште, в ходе прохождения дистанции получила дисквалификацию.
Впоследствии вместе со своим мужем Константином Николаевичем Начаркиным работала тренером по спортивной ходьбе в Саранске, подготовила ряд титулованных спортсменов, добившихся больших успехов на международном уровне. Заслуженный тренер России. В 2015 году возглавила Саранскую спортивную школу олимпийского резерва по лёгкой атлетике.